# Chicago-Marathon 1991
| 14. Chicago-Marathon    | 14. Chicago-Marathon        |
| ----------------------- | --------------------------- |
| Stadt                   | Chicago, Vereinigte Staaten |
| Datum                   | 27. Oktober 1991            |
| Distanz                 | 42,195 Kilometer            |
| Sieger                  |                             |
| Männer                  | Joseildo Rocha (2:14:33 h)  |
| Frauen                  | Midde Hamrin (2:36:21 h)    |
| ← Chicago-Marathon 1990 | Chicago-Marathon 1992 →     |
| Website                 | Offizielle Website          |

Der Chicago-Marathon 1991 war die 14. Ausgabe der jährlich stattfindenden Laufveranstaltung in Chicago, Vereinigte Staaten. Der Marathon fand am 27. Oktober 1991 statt.
Bei den Männern gewann Joseildo Rocha in 2:14:33 h, bei den Frauen Midde Hamrin in 2:36:21 h.

## Ergebnisse

### Männer
| Platz | Athlet                  | Land               | Zeit (h) |
| ----- | ----------------------- | ------------------ | -------- |
| 01    | Joseildo Rocha da Silva | Brasilien          | 2:14:33  |
| 02    | Roy Dooney              | Irland             | 2:14:39  |
| 03    | Jose Santana            | Brasilien          | 2:15:06  |
| 04    | David Mora              | Vereinigte Staaten | 2:15:44  |
| 05    | Valmir DeCarvalho       | Brasilien          | 2:16:22  |
| 06    | Cholon Kim              | Südkorea           | 2:17:00  |
| 07    | Thomas O’Gara           | Irland             | 2:18:27  |
| 08    | David O’Keefe           | Vereinigte Staaten | 2:18:30  |
| 09    | Tommy Ekblom            | Finnland           | 2:19:13  |
| 10    | Greg Meyer              | Vereinigte Staaten | 2:19:27  |

### Frauen
| Platz | Athletin         | Land               | Zeit (h) |
| ----- | ---------------- | ------------------ | -------- |
| 01    | Midde Hamrin     | Schweden           | 2:36:21  |
| 02    | Kirsi Rauta      | Finnland           | 2:38:21  |
| 03    | Silvana Pereira  | Brasilien          | 2:40:10  |
| 04    | Ursula Noctor    | Irland             | 2:41:21  |
| 05    | Kirsi Valasti    | Finnland           | 2:41:45  |
| 06    | Monica Signahl   | Schweden           | 2:42:36  |
| 07    | Patricia Griffin | Irland             | 2:42:45  |
| 08    | Mary Pastillo    | Vereinigte Staaten | 2:43:45  |
| 09    | Carina Leutner   | Österreich         | 2:46:12  |
| 10    | Betsy Frick      | Vereinigte Staaten | 2:50:26  |